# 岡本秀樹
岡本 秀樹（おかもと ひでき、1941年7月30日 – 2009年4月30日）は日本の空手家。日本空手協会空手指導者。 
岡本は、1970年から世界中、特に中東、アラブ、アフリカで空手家のための伝統的な武道空手道を宣伝するために人生を捧げる。岡本はまた地域の多くの人道的救援活動にも携わっていく。地域のさまざまな国が彼に対して賞を授与している。海外で空手を教えるJKAインストラクターの最初期の世代のひとりである岡本は、多くのアフリカや中東の国々や地方および地域の空手連盟を設立するのにも尽力した。 

## 生涯

### 若いころ
1941年7月30日に岡山県美作市に生まれた。実家はスーパーマーケットを営んでいた。中学で柔道を学び、 1956年岡山県立津山商業高等学校を卒業。彼が空手を始めたのは高校の頃、同級生に誘われた空手道場であった。ここで岡本は民族主義の影響を受けた。

### 空手キャリア
岡本は津山商業高等学校を卒業後、しばらく実家のスーパーを手伝いながら小さな空手道場を開いていたが、1963年国士舘大学に入学し、空手部を創設。部の不祥事により一度退学処分を受けるが、大学創立者である柴田徳次郎の計らいにより二部の学生として復帰する。1966年頃に大学を卒業し経済学の学士号を取得している。彼はJKAインストラクターコースに登録するよう要請された。他の主な指導者は中山正敏、西山英峻など。 
1967年にインストラクターコースを卒業すると、岡本はJKA本部で教え始め、また 自衛隊、国士舘大学、東京経済大学で教鞭をとった。 
岡本は空手を教えるために海外に派遣されたJKAインストラクターの最初の世代のひとりで、1970年1月、彼は日本政府に代わってシリアに派遣された。シリアにいる間、彼はシリア中央警察大学、シリア国防軍、シリアスポーツアンドユースハイカウンシルで教えた。 彼はシリアに5年間滞在した。 
1975年、岡本は空手を教えるためにレバノンに転居した。 彼が考えていたクラスは男性、女性、そして子供たちに門戸が開かれてるもので 彼はレバノン空手や柔道連盟道場を含むパレスチナ空手連盟、ヨルダン治安部隊、そしてイラク軍など多くで空手を教えた。 
岡本は1976年にアンワル・サダト大統領からエジプトに招待された。 エジプトにいる間、岡本は警察と軍隊を訓練した。彼は空手のけいこを彼らの訓練カリキュラムに取り入れた。 
1980年、岡本はエジプトのカイロに引っ越し、故郷となった。彼はJKA中東、アラブ、アフリカ支部を設立した。 事務所の使命は、アフリカと中近東への空手の普及であった。 彼は65か国以上で教え、40か国以上で空手を紹介した。こうした指導のために多くの賞と称賛を与えられている。   

### 失意からの乱闘、残留、シリア政府公認の空手指導員として
1970年5月、ダマスカスにあるシリアの警察学校は空手を学ぶこと決め、その指導者として岡本が派遣された。警察学校長の話では50人程度が集まるだろうと話していたが、オリエンテーションを開催したところ人は来ず、本格指導に入っても3人しか来なかった。また、その生徒もヒゲの無い岡本をガキとからかい、たまに来る他の生徒も真剣に稽古をしようとしなかった。また、大使館からは月170ドルというボランティアと言っていいほどの賃金しか受け取っていなかったため、隣国のレバノンにてアラブ人や欧米人を相手に個人指導をアルバイトとしていたが、大使館側からアルバイトや他国への無断移動は派遣の条件に反すると厳しく注意を行うなどしていた。シリアの若者に幻滅し、自国外交官の小言に辟易し、そして思うように行かない空手指導と岡本に帰国を決意させるには十分であった。
その後、警察学校で多量の酒を煽り気が大きくなった岡本は、自分を小馬鹿にした外交官を殴り倒してからではないと負け犬のように逃げ帰るのと同義だと外交官を探しに街へ向かった。しかし、外交官は見つからず怒りは募るばかり。そこに岡本と同時期に派遣されていた柔道指導員に外交官の車は日産のブルーバードだったと確認、周囲を確認すると外交官ナンバーのブルーバードがあったためそれを自国外交官の車であると思い込み、窓を全て蹴り壊し溜飲を下げた。実際にはブラジル大使館員の車であり、後に弁償することとなる。
岡本が宿舎への帰途につこうとしたところ、騒ぎを起こした岡本を取り押さえようと現地の警察官3人がやってきたが、これを回し蹴りで一蹴。柔道指導員に機動隊が来てしまうと言われるも、いまさら逃げる気のなかった岡本は強制送還のほうがいいだろうと機動隊を迎え撃つと気構えた。しばらくするとトラックに乗った武装した機動隊十数人が発砲せずに取り押さえに来たが、岡本はこれに反撃、機動隊員を殴り、蹴り、捕まりそうになれば木に登り飛び蹴りを浴びせ、押さえ込まれれば噛みつきと1時間に及ぶ大立ち回りの末、拘束された。岡本は留置所へ入れられるところだったが警察学校長がことを大きくしたくないということで宿舎に戻された。
本件を把握した日本大使は責任を取らせるため、岡本を帰国させることを決めた。岡本は帰国については覚悟していたが、自国外交官を殴れなかったことは心残りであったという。
契約解除の署名をするために大使館へ向かう前に、何も関係ないのに怪我をさせてしまった人に申し訳ないという気持ちがこみ上げてきたため、先に警察学校へ寄り校長へ謝罪しに行くことにした。校長に帰国することを告げたところ引き止められ、シリア内務省が昨晩の件から空手は実戦に使えると判断したため、君は帰国せずに警察学校で空手を教えなければならない、と命令に近い形で言われた。岡本はそれでも日本大使から帰国を命じられているので残るわけには行かないと返答したが、校長は内務大臣が日本大使の了解を取り付けるから君は残って空手を教えなければならない、と。その後内務省より日本大使は岡本の残留を了解したと連絡が入った。この時に残留の条件としてシリア側は、今後岡本が暴れても日本政府の責任とは考えないこと、岡本が任期を終えて帰国する際は旅費をシリア側が持つこと、そして岡本に「今後、日本大使館に迷惑をかけない」と書面で約束させることを提示し、日本側を納得させたという。
岡本復帰後、警察学校の道場には学校の生徒だけでなく、国家警察の将校や特殊部隊員など100人近くが集まっていた。
本件以後、空手は実践で使える技術であるという評判がアラブ中に広まり、各地から岡本に空手の指導を求める連絡が入るようになった。結果、シリア・レバノンだけでなく中東・アフリカ全域にまで指導を広げ、約40年間で200万人以上の空手人口を持つ地域を作り上げることとなった。

### その後の人生
1979年、翌年国際交流基金との契約が切れるのを機に、ザマレクに空手の教え子と妻の共同名義でサニースーパーマーケットを開店する等経営者としての側面も持っていた。サニーの名は当時妻が乗っていた車に由来する。
空手道を離れて岡本は大東流合気柔術の道場主でもあった。 彼はまた、アフリカエイズの子供たちを支援する協会の設立を支援した。 慈善団体はエイズに苦しむ子供たちの世話を担当した。  
2009年4月30日に胃がんで亡くなる。 死の時までに、彼は九段に昇進していた。